# Khadijah Rushdan
Pour les articles homonymes, voir Khadija.
Khadijah Rushdan est une joueuse américaine de basket-ball, née le 12 mai 1988 à Wilmington (Delaware).

## Biographie
Au lycée St. Elizabeth a, elle totalise 2 414 points, 1 337 rebonds, 706 passes décisives et 242 contres en cinq ans. En 2006, elle est retenue dans l'équipe nationale des 18 ans et moins pour le Championnat des Amériques. Elle inscrit 11,0 points par match avec une adresse de 57,1 %.
Elle rejoint l'université de Rutgers. Après huit rencontres en première année, elle se rompt les tendons du genou et est admise à reprendre son année de freshman l'année suivante.
En junior, elle est dans le second cinq idéal de la Big East après être devenue la seconde de son université à inscrire un triple-double (13 points, 10 rebonds, 10 passes, contre Pittsburgh). En senior, elle est finaliste du Wade Trophy et dans le premier cinq de la Big East.
En 2012, elle est retenue en 15e choix de la draft (avant sa coéquipière de Rutgers April Sykes, 28e choix) par le Sparks de Los Angeles, mais n'inscrit que 5 points de moyenne en deux rencontres et n'est pas conservée pour la saison régulière
Elle commence sa carrière à l'étranger en 2012 en Israël au Maccabi Ramat Hen .

## Clubs
- ? - 2008:  St. Elizabeth High School
- 2008-2012:  Scarlet Knights de Rutgers (NCAA)
- 2012-2013:  Maccabi Ramat Hen

Championnat WNBA
- 2012 :  Sparks de Los Angeles (pré-saison)

## Palmarès
- Médaille d'or au Championnat des Amériques de basket-ball féminin des 18 ans et moins en 2006